# Ludvík VII. Bavorský
Ludvík VII. Bavorský, zvaný Vousatý (1368 – 1. května 1447) byl v letech 1413 až 1443 vévodou z Bavorska-Ingolstadtu. Narodil se jako syn vévody Štěpána Bavorského a Taddey Visconti.

## Život
Jako bratr Isabely Bavorské, manželky francouzského krále Karla VI., strávil několik let ve Francii. Když v roce 1413 nastoupil po svém otci na vévodský trůn, nařídil v Ingolstadtu postavil Nový zámek, který byl silně ovlivněn francouzskou gotikou.

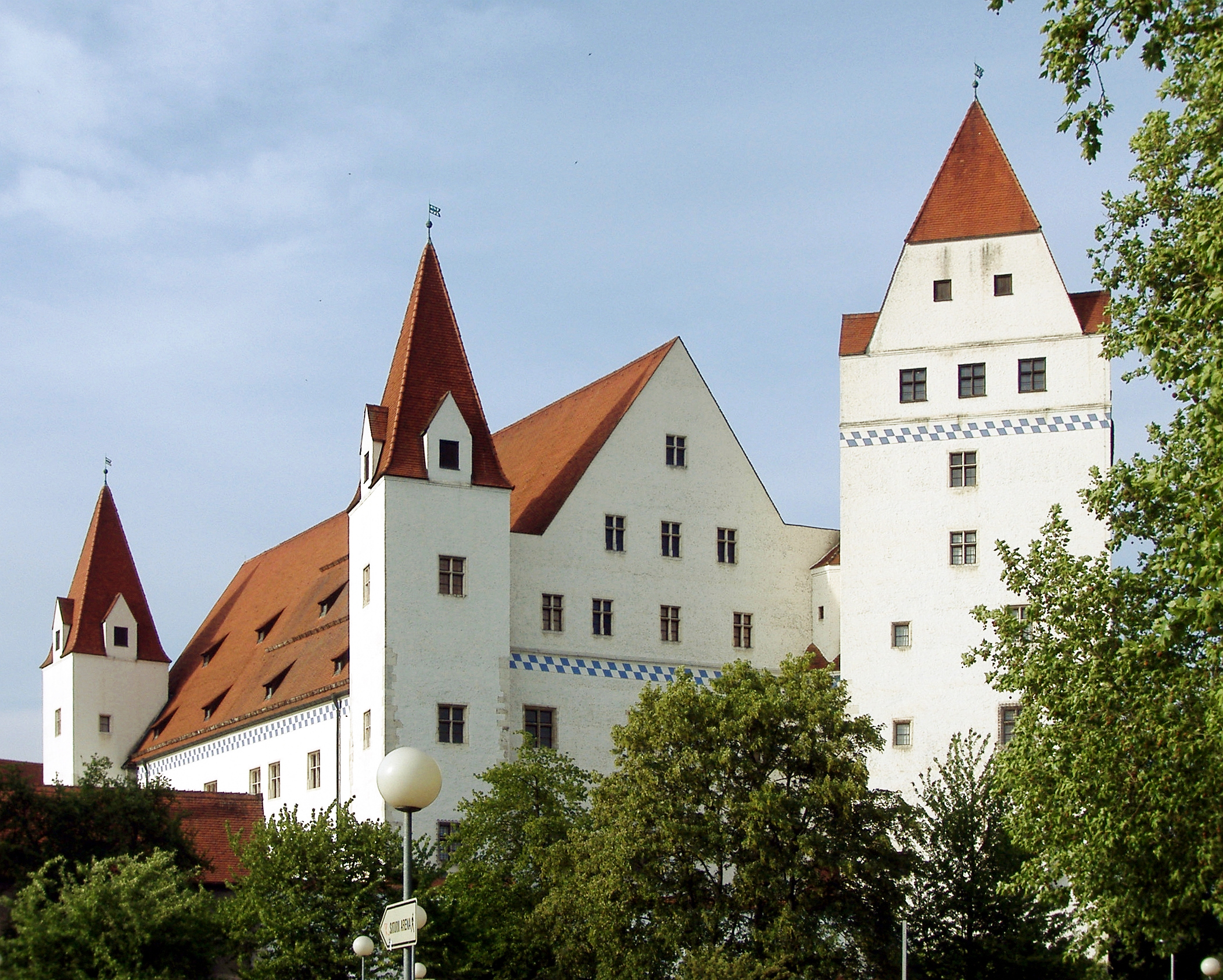
Nový zámek v Ingolstadtu

V roce 1408 Ludvík, vévoda Vilém II. Bavorsko-Straubinský a vévoda Jan Burgundský porazili občany Lutychu, kteří povstali proti Vilémovu bratrovi Janovi, knížeti-biskupovi Lutychu. Velmi temperamentní Ludvík nebyl později v konfliktu jen se svým bývalým spojencem Janem Burgundským, ale několikrát bojoval také proti svému bratranci Jindřichovi XVI.
Smrt Jana Bavorského v roce 1425 způsobila nový konflikt mezi Ludvíkem a jeho bratranci Jindřichem, Arnoštem a Vilémem III., který v roce 1429 vyústil v rozdělení Janova bavorsko-straubinského vévodství mezi čtyři vévody.
Ludvík byl v roce 1443 zajat svým vlastním synem Ludvíkem VIII., který byl spojencem Jindřicha XVI. Ludvík VII. zemřel v roce 1447 jako Jindřichův vězeň. Protože Ludvík VIII. zemřel již o dva roky dříve, přešlo bavorsko-ingolstadtské vévodství na Jindřicha.

## Manželství a potomci
Ludvík se dvakrát oženil. Jeho první manželkou byla Anna, dcera hraběte Jana I. z La Marche, se kterou se oženil 1. října 1402. Anna byla vdovou po Janovi z Berry, hraběti z Montpensier. Zemřela v roce 1408. Manželé spolu měli dva syny:
- Ludvík VIII. Bavorský (1. září 1403 – 7. dubna 1445), vévoda bavorsko-ingolstadtský od roku 1443 až do své smrti, ⚭ 1441 Markéta Braniborská (1410–1465)
- Jan Bavorský (*/† 1404)

V roce 1413 se Ludvík oženil s Kateřinou z Alençonu, dcerou Petra II. z Alençonu a Marie de Chamaillart. Spolu měli dvě děti:
- Jan Bavorský (*/† 1415)
- dcera

Obě děti zemřely v nízkém věku. S různými milenkami měl Ludvík ještě několik nemanželských dětí.